# Ryō Hozumi
Ryō Hozumi (japanisch 穂積 諒 Hozumi Ryō; * 30. Mai 1994 in der Präfektur Chiba) ist ein japanischer Fußballspieler.

## Karriere
Hozumi erlernte das Fußballspielen in der Schulmannschaft der Chiba Meitoku High School und der Universitätsmannschaft der Takushoku-Universität. Seinen ersten Vertrag unterschrieb er 2017 bei Vanraure Hachinohe. Der Verein aus Hachinohe, einer Hafenstadt in der Präfektur Aomori im Nordosten von Honshū, spielt in der vierten japanischen Liga, der Japan Football League. Ende 2018 stieg er mit dem Verein als Tabellendritter in die dritte Liga auf. Für Vanraure absolvierte er insgesamt 93 Ligaspiele. Im Januar 2021 unterschrieb er einen Vertrag beim Viertligisten Veertien Mie. Für den Verein aus Kuwana bestritt er 28 Ligaspiele. Im Januar 2025 wechselte er zum Fünftligisten Wyvern Kariya. Der Verein aus Kariya spielt in der Tokai Soccer League (Div.1).